# Force 136
Pour un article plus général, voir Special Operations Executive.
La Force 136 était une unité du Special Operations Executive (« Direction des opérations spéciales ») formée par les Britanniques pendant la Seconde Guerre mondiale, pour encadrer les maquis dans les territoires d’Asie occupés par les Japonais et y mener des actions subversives. Elle était constituée de militaires britanniques ou d’autres pays alliés.
Les Britanniques et leurs alliés américains ou français ne pouvant pas opérer seuls en Asie, ils sont secondés par des Asiatiques notamment en Thaïlande et en Malaisie, entraînés par le SOE et formant des groupes de résistance et de guérilla. 
Ce n'est qu'une fois que ces groupes sont engagés dans la rébellion ouverte qu'ils peuvent recevoir une aide efficace de la part de personnels des forces armées alliées qui connaissent les langues et les gens et qui se révèlent précieux pour les liaisons avec les forces conventionnelles.

## Histoire
Dès 1941, le SOE prépare des plans d’opérations dans les pays d'Asie du Sud-Est occupés par les Japonais. Comme en Europe, après les désastres militaires initiaux des Alliés, le SOE établit une branche particulière, qui reçoit le nom de couverture de Force 136 en 1943. Cette branche est dirigée par des officiers et des civils britanniques. 
Les officiers britanniques David Smiley, Peter Kemp, Rowland Winn, Christopher Blathwayt, Sydney Hudson, John Davies, Richard Broome, Spencer Chapman et les colonels français Jean Le Morillon, Jean Sassi et Jean Deuve furent membres de la Force 136. Bob Maloubier, également de la Force 136, est parachuté au Laos en août 1945.
L'officier singapourien Lim Bo Seng (1909-1944), qui s'y engagea et recruta de nombreux agents, est considéré à Singapour comme un héros national.

## La Force 136 en Malaisie[2]
Dès la chute de Singapour, le Kuomintang replié à Chungking cherche à fédérer les énergies des Chinois d’outre-mer. C’est ainsi que plusieurs centaines de jeunes Chinois de Singapour, de Malaisie, d’Indonésie, de Hong Kong et d’ailleurs, rejoignent Chungkinq. Après une sélection sévère, quelques-uns sont ensuite transférés en Inde britannique pour y suivre un entraînement intensif (notamment dans les environs de Pune) en vue d’une infiltration en Malaisie.
De mai 1943 à janvier 1945, dix opérations de débarquement par sous-marin (y compris un sous-marin néerlandais rescapé des Indes orientales néerlandaises) infiltreront en Malaisie une cinquantaine d’agents de liaison et de renseignement chinois sous le commandement d’officiers britanniques. Les deux premières opérations prirent le nom de code Gustavus 1 et Gustavus 2, commandées par les capitaines Richard Broome et John Davies.
L’objectif de la mission était de faire la liaison avec les maquis de la Malayan People Anti-Japanese Army (MPAJA), bras armé du MCP, parti communiste de Malaya, aux fins d’entraînement, de ravitaillement en armes et munitions et de financement. Un accord formel (Joint Action Agreement) fut signé au camp de Bukit Bidor fin décembre 1943 entre les capitaines Davies et Broome et Chin Peng pour la MPAJA. Dans le même temps, il s’agissait d’établir un réseau de renseignement et d’espionnage dans les villes.
Les Britanniques infiltrèrent un nombre équivalent d’officiers et de soldats, essentiellement basés dans des camps dans la jungle, alors que les agents chinois étaient basés dans les villes sous des couvertures diverses. Les agents chinois avaient le titre de Special Chinese Liaison Agents (en français : « Agents spéciaux de liaison chinois »).
Parmi les officiers britanniques débarqués, on peut citer également le major Spencer Chapman (Freddie), un officier du SOE, resté « derrière les lignes » après la chute de Singapour, et le capitaine Fenner. Les officiers britanniques restaient en pratique confinés dans les camps de jungle et n'avaient qu'une vision partielle de la réalité. Ce n'est qu'au début 1945 qu'une liaison radio put être établie avec le centre opérationnel de Kandy (Ceylan). Les opérations étaient supervisées en Inde par le colonel Basil Goodfellow.

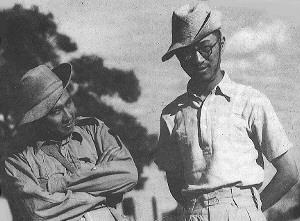
Tan Chong Tee et Lim Bo Seng (à droite) durant l'entraînement de la Force 136 en Inde.

Le leader chinois (de Singapour) Lim Bo Seng débarqua en octobre 1943 et rejoignit le camp de Bukit Bidor, environ 50 km au sud d'Ipoh.
Des dissensions internes aux équipes du Kuomintang et entre Chinois du Kuomintang et du MCP entravèrent sérieusement le déroulement de la mission.
Les liaisons avec les sous-marins alliés au large de Pangkor échouèrent souvent. 
Les relations entre les officiers britanniques et les agents chinois furent empreintes d’une méfiance réciproque.
Des trahisons intervinrent. Des fuites en provenance de guérillas de la MPAJA, capturés et torturés par les Japonais, mirent ces derniers sur la piste des agents chinois. Deux d'entre eux, capturés le 21 mars 1944, finirent par parler.
La Kenpeitai et le service de contre-espionnage japonais du colonel Satoru Onishi parvinrent le 26 mars 1944 à démanteler le réseau d’espionnage et à capturer nombre d’agents, dont Lim Bo Seng qui périt sous la torture à Batu Gajah (10 km au sud d'Ipoh) le 29 juin 1944.
De février à août 1945, les Britanniques parachutèrent 30 commandos composés d’un nombre équivalent d’agents chinois et de militaires britanniques. Ces commandos, en liaison avec la MPAJA, contribuèrent grandement à la défaite des troupes japonaises.
La Force 136 en Malaisie se vit décerner par les Britanniques la « Malayan Command Service and Burmese Medal ». Les officiers de liaison chinois de cette force furent démobilisés en janvier 1946.

## La Force 136 en Indochine
En 1944, est mis en place à Calcutta un service de renseignement français, la Section de Liaison Française en Extrême Orient, qui dispose d’un service Action baptisé French Indo-China Section (lit. en français : « section Indochine française »), dirigée par François de Langlade, qui dépend pour emploi de la Force 136. La S.F.L.E.O. disparaît rapidement au profit de la D.G.E.R. L’état-major de la FIS, la Mission Militaire Française d'Extrême-Orient, commandée par le général Blaizot, se trouve à Kandy, à Ceylan, tout comme le bureau central de la Force 136, et la centrale d’exécution à Calcutta, en Inde. À partir de novembre 1944, la FIS commence à parachuter un nombre limité d'équipes de commandos, notamment au Laos.
Les missions postérieures au coup de force des Japonais du 9 mars 1945 ont un double objectif : lutter bien sûr contre les forces japonaises, mais aussi, et déjà, contre les maquis du Viêt Minh, alimentés par les Japonais en armes saisies aux Français et également soutenus par l'OSS américain.
La Force 136, dépendant du South East Asia Command britannique couvrant l'Inde et l'Asie du Sud-Est et l'OSS, dépendant du commandement nominal de Tchang Kai-Chek, mais effectif américain, sur le théâtre Chine-Pacifique, semblent poursuivre des objectifs pour le moins contradictoires. Les États-Unis ne voulant plus soutenir les « forces coloniales » (britanniques et françaises) cessent bientôt tout soutien logistique à la Force 136. Les dernières équipes parachutées le seront avec du matériel fait « de bric et de broc », tel le pistolet à crosse nacrée donné au lieutenant Jean Sassi pour sa mission au Laos ; « C'était un petit révolver pour femme ! », s'exclama-t-il[réf. nécessaire].

## Anecdote
Dans le film Le Pont de la rivière Kwaï, le sabotage du pont est effectué par un commando d’une Force 316. En fait, il s’agit bien de la Force 136, les acteurs arborant d’ailleurs sur la manche de leur uniforme l'écusson de cette force spéciale. Il s'agit là d'un « clin d'œil » de l'auteur du roman qui inspira le film. Pierre Boulle, membre de la France libre, fut lui-même un soldat de cette force spéciale.